# Arno Balzer
Arno Balzer (* 14. April 1958 in Biedenkopf an der Lahn) ist promovierter Wirtschaftswissenschaftler, deutscher Journalist und war von Februar 2014 bis 2019 Herausgeber des Wirtschaftsmagazins Bilanz, das als Supplement der Tageszeitung Die Welt erscheint.

## Leben
Nach dem Abitur studierte Balzer Volkswirtschaft an der Universität Mainz und der Universität Erlangen-Nürnberg und promovierte dort 1987 über Firmeninterne Arbeitsmärkte: Ein Erklärungsbeitrag aus Sicht der neuen institutionellen Ökonomie.
1990 begann er seine journalistische Karriere als Redakteur der Wirtschaftswoche und wechselte anschließend zum manager magazin, das zur Spiegel-Gruppe in Hamburg gehört. Dann kehrte er zunächst den Printmedien den Rücken und war bei der damaligen Daimler-Benz AG in Stuttgart Hauptreferatsleiter Wirtschafts- und Finanzpresse tätig. 
Bereits 1992 kehrte er in einer Führungsposition zum manager magazin zurück. Im April 1999 wurde Balzer dort zum stellvertretenden Chefredakteur und am 1. Juli 2003 zum Chefredakteur berufen. Er trat damit die Nachfolge von Wolfgang Kaden an. Darüber hinaus war Balzer Herausgeber des Harvard Businessmanager, der ebenfalls in der manager magazin Verlagsgesellschaft mbH erscheint. Am 31. Juli 2013 wurde bekannt, dass Balzer mit sofortiger Wirkung von seinem Posten als Chefredakteur freigestellt worden war.
2014 wurde Arno Balzer Herausgeber des Magazins Bilanz.